# Parabool (stijlfiguur)
Een parabool of understatement is een stijlfiguur waarbij in werkelijkheid zeer grote of belangrijke personen, zaken of gebeurtenissen of bepaalde eigenschappen als triviaal worden afgeschilderd, ofwel de omvang van datgene in de werkelijkheid waarnaar wordt verwezen wordt – vaak veel – kleiner voorgesteld dan in feite het geval is. Op de lezer of toehoorder heeft dit veelal een ironisch effect.

## Voorbeelden
- Och, dat kippeneindje (als het gaat om een gigantische afstand).
- Wat kun je doen in die paar tellen dat een mensenleven duurt.

## Functie
De redenen om een parabool te gebruiken lopen sterk uiteen, zodat deze stijlfiguur in de meest uiteenlopende contexten terug te vinden is. Zo kan er bijvoorbeeld in de eerste plaats een ironisch effect beoogd zijn. Doordat datgene wat bedoeld wordt in afgezwakte vorm wordt weergegeven, wordt de gevoelswaarde vaak juist weer extra versterkt. Bijvoorbeeld:
- Hare Majesteit heeft wel een leuk optrekje!

In andere gevallen kan een parabool dienen om de (zeer) negatieve gevoelens die met datgene in de werkelijkheid waarnaar wordt verwezen worden geassocieerd wat te bagatelliseren. Bijvoorbeeld:
- Hitler was een stoute jongen!

## Verwante begrippen
De parabool is verwant met de litotes, maar bevat geen ontkenning. Voorbeeld litotes:
- Kritisch lezen is niet jouw meest in het oog springende kwaliteit (bedoeld wordt: je kunt absoluut niet kritisch lezen).

Het gebruik van een parabool lijkt in sommige gevallen ook op dat van een eufemisme. Een belangrijk verschil is echter dat het hoofddoel van de parabool niet het verzachten is; in veel gevallen maakt de parabool de mededeling in feite juist sterker door het in afgezwakte vorm voorstellen.
Een parabool is het tegenovergestelde van een hyperbool.